# Sojana
Die Sojana (russisch Со́яна) ist ein linker Nebenfluss des Kuloi im Nordosten der Oblast Archangelsk in Nordwestrussland.
Die Sojana entsteht auf dem Weißmeer-Kuloi-Plateau am Zusammenfluss ihrer Quellflüsse Kepina (links) und Kotuga (rechts). Sie fließt in östlicher Richtung und mündet schließlich in den nach Norden strömenden Kuloi, 54 km oberhalb dessen Mündung in das Weiße Meer.
Die Sojana hat eine Länge von 140 km. Sie entwässert ein Areal von 5860 km².
Der Fluss wird hauptsächlich von der Schneeschmelze gespeist. 
Der mittlere Abfluss 20 km oberhalb der Mündung beträgt 51 m³/s.
Der Fluss gefriert zwischen Ende September und November.
Im Mai ist er wieder eisfrei.
Zumindest in der Vergangenheit wurde die Sojana zum Flößen genutzt.